# 耶律撒葛只
耶律撒葛只（?—?），为契丹（遼朝）皇族，辽道宗耶律洪基第一女。母親宣懿皇后萧观音。
耶律撒葛只下嫁萧末，耶律撒葛只端丽有智。封郑国公主。咸雍年间，徙封魏国公主。大康初年，耶律撒葛只薨逝。 

## 传記資料
- 《遼史》公主表